# 楊安澤
杨安泽（1975年1月13日—），臺灣裔美國人企业家、政治人物，臺灣雲林縣元長鄉人，前進黨創始人暨現任該黨联合主席、美国创业组织创始人、2020年美國總統選舉民主党初选候选人。杨安泽在他的总统竞选活动时提出推行針對所有美國成年人的無條件基本收入，以应对自动化快速发展对劳动力市场的挑战，由此他在互联网上获得较多关注。

## 介绍

### 早年生活
杨安泽出生于美国紐約州斯克内克塔迪，他與妻子盧艾玲（Evelyn）家庭均是来自台湾的移民家庭。他的父母是在加州大学伯克利分校研究生院就读的时候相遇的，他的父亲楊界雄获得了物理学领域的博士学位，并分别在IBM和通用电气的研究实验室工作且在其职业生涯获得了69个专利；而他的母亲陳玲銖则获得了统计学的硕士学位，但她随后却成为了一名艺术家，曾任台灣粉彩畫協會第二及第三屆理事長。哥哥楊欣澤是哥倫比亞大學臨床流行病學副教授。
杨安泽曾就读于新罕布什尔州的一所寄宿制学校——菲利普斯埃克塞特学院，并于1992年从该校毕业。他随后进入布朗大学就读经济系，并获得文学士学位。从布朗大学毕业之后，杨安泽又进入哥伦比亚法学院就读，并在这里获得了法律博士的学位。

### 职业生涯
1999年，杨安泽从哥伦比亚法学院毕业之后在纽约市的达维律师事务所开始他的律师职业生涯。不过他在2000年就离开事务所并创办了一家名为的网站，这家网站是一个与名人相关联的慈善筹款网站。起初从投资者手中获得了一些投资，但还是在2001年关闭了。之后，杨安泽加入了一家从事医疗保健软件的创业公司——。他在公司担任副总裁，这是他的第三次就业。

#### 曼哈顿备考
在医疗保健软件行业工作四年之后，杨安泽离开了公司。随后，他加入了由其朋友泽科·范德霍克（Zeke Vanderhoek）所创办的一家小型备考公司——曼哈顿备考。2006年，在范德霍克的要求下，杨安泽出任这家公司的首席执行官。在担任曼哈顿备考的首席执行官期间，杨安泽给公司制定的经营策略就是主要针对研究生管理科入学考试提供备考服务。在他的经营之下，曼哈顿备考从最初的5个门店扩展到69个门店，并于2009年12月被卡普兰公司所收购。2012年，杨安泽辞去该公司的总裁职务。

#### 为美国创业计划
在曼哈顿备考于2009年年底被收购之后，杨安泽开始致力于建立一个名为“为美国创业”的非营利性奖学金计划。该计划最终于2011年成立，其目的旨在“通过动员美国下一代企业家在美国城市创业来为美国制造就业机会，并为这些创业者提供创造就业所需的技能与资源。”
“为美国创业”开始的时候只有20万美元的资金，但他们还是在2012年和2013年分别培训了40名和69名毕业生，并将他们送到巴尔的摩、辛辛那提、克利夫兰、底特律、拉斯维加斯、新奥尔良、费城和普罗维登斯等地创业。而到了2014年，毕业生的人数上升到106人，而创业的城市名单也扩大至哥伦布、迈阿密、圣安东尼奥和圣路易斯等城市。
“为美国创业”的培训计划是将全美顶尖大学的优秀毕业生招募到一个为期两年的奖学金计划中，他们将在美国那些发展中城市里有潜力的创业公司里工作或担任学徒。杨安泽在他的《聪明人应创业（Smart People Should Build Things）》的书里认为，这个国家（美国）的顶尖大学是从小城镇里挑选最聪明的孩子，并将他们汇集到同一个大城市的同一个企业去工作。而“为美国创业”的目的则是在全美范围内重新分配这些人才，并激励他们创业以促进经济的增长。
2011年之后，“为美国创业”进入发展期；而到了2017年，这个计划已经拥有高达600万美元的年度预算。而与此同时，其扶持创业的城市也增加到了14个，这其中包括巴尔的摩、辛辛那提、克利夫兰、底特律、新奥尔良、费城、哥伦布、迈阿密、圣安东尼奥、圣路易斯、堪萨斯城、伯明翰、夏洛特和匹兹堡。目前，“为美国创业”已经开始在底特律运行“种子加速器”，这将为计划参与者提供种子基金或投资基金。
《创新时代（Generation Startup）》是一部讲述位于底特律而通过“为美国创业”计划孵育的6家创业公司故事的纪录片。该影片于2016年公映，由辛西娅·韦德与彻丽尔·米勒·豪斯尔（Cheryl Miller Houser）联合执导。
2017年3月，杨安泽辞去了“为美国创业”的首席运营官一职。

### 角逐2020年总统选举

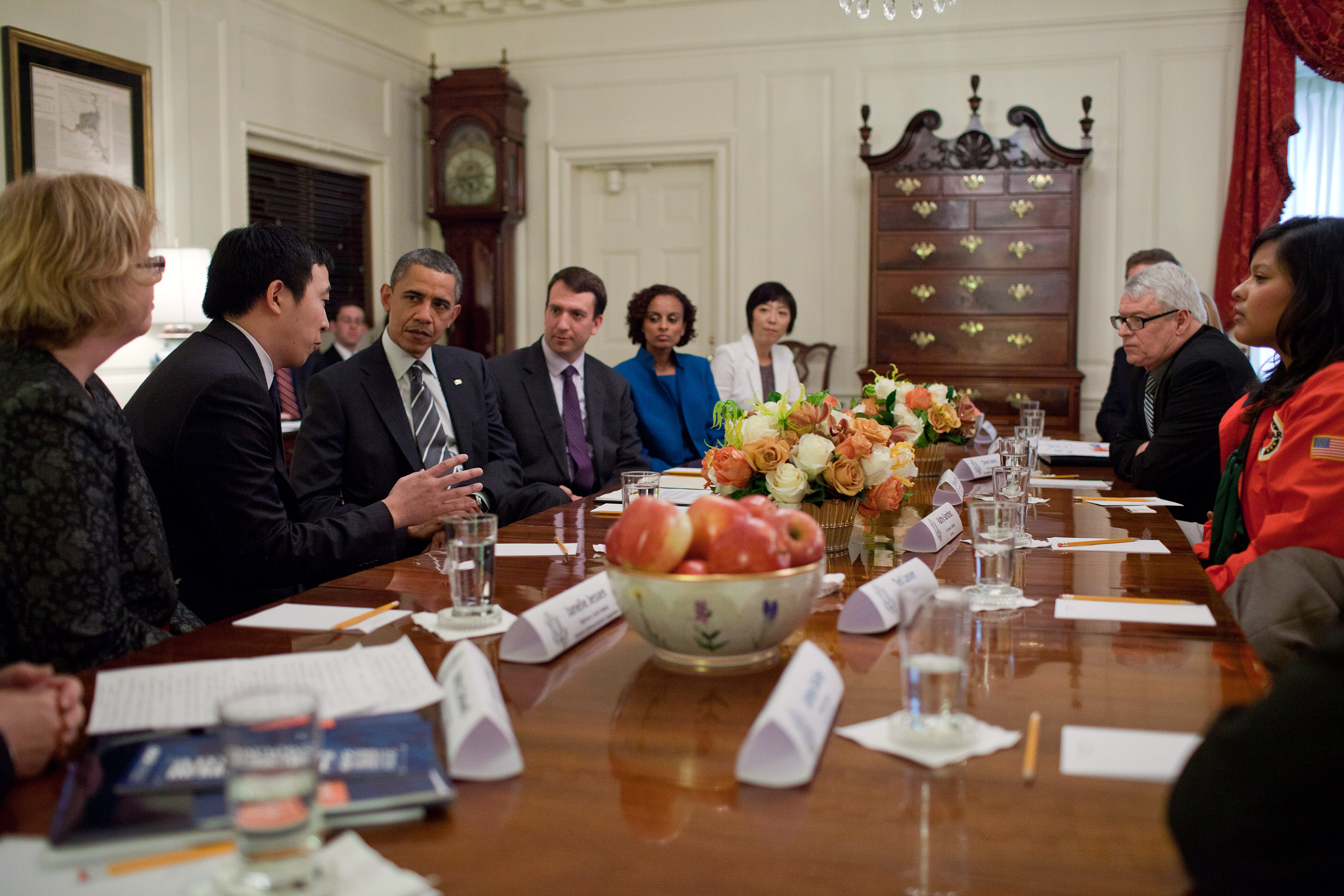
杨安泽与奥巴马总统于2012年在白宫的会面。

2017年11月6日，杨安泽向联邦选举委员会注册参与2020年美国总统选举，加入民主党初选。他在竞选承诺中提出向每个年满18周岁的美国公民提供每月1000美元的“自由津贴（Freedom Dividend）”；并对其他因技术现代化而预测将出现大规模失业的民众亦有其他回应。他在自己的竞选的网站上写道，“每个18周岁以上的美国公民都将每月获得1000美元，而不管其收入或就业状况如何，这是自由而明确的。”一篇《纽约时报》的文章刊载了杨安泽在其竞选活动中提出的各种新政策，例如：成立一个专注调节媒体成瘾的部门；设立白宫心理学家职位；使报税日成为国定假日并遏制腐败；增加联邦监管机构雇员的工资但会限制他们在离开公共服务部门之后的私人就业范围等。杨安泽的竞选口号是“人道至上（Humanity First）”，这引发了人们对于他认为许多关键行业的自动化是劳动力所面临的极大威胁之一的关注。
楊安澤是繼鄺友良和竹本松之後，第三位參選總統的東亞裔美國人。
2019年12月，楊安澤在民意調查中，4次達到4%的支持度，符合參加第6次初選電視辯論的資格。
2020年2月11日，由於新罕布夏州初選結果不理想，楊安澤當日宣布退出民主黨初選。

### 角逐2021年纽约市长
2020年2月19日，杨安泽宣布他将在CNN担任政治评论员。
2020年12月23日，纽约市竞选财务委员会（Campaign Finance Board）称杨安泽已提交文件，爭取以民主党人身份参加2021年11月2日举行的纽约市市长选举，民主党的纽约市长候选人初选将于2021年6月22日举行，而在任市长白思豪将结束其第二任期。
2021年1月13日，楊安澤正式宣佈參選紐約市長，但最終未能在民主黨初選中出線。

### 組黨
2021年10月5日，楊安澤宣布與民主黨前黨員、共和黨前黨員、無黨籍人士正式成立名為「前進黨」的政治行動委員會，主張「重振公平、繁榮的經濟」兩大願景，並喊出「不傾左、不偏右、往前進」的口號，強調提供選民更多政治選擇，以扭轉美國當前兩黨分裂、族群對立的局面。
2022年7月27日，美國前進黨宣布與服務美國運動和復興美國運動合併，組成新的第三方政黨，名為「前進」（Forward）。 

## 荣誉奖励
2012年，杨安泽被奥巴马政府授予“白宫变革领袖（White House Champion of Change）”的称号。
2015年，杨安泽连同戴蒙德·约翰、布莱恩·切斯基、斯蒂芬·凯斯、托里·博奇及其他一些人被奥巴马授予“全球创业精神总统大使”称号。

## 争议
- 杨安泽在2021年农历新年发推特拜年，写道会在新年食用月饼庆祝，引发中国网民的嘲讽[44]。
- 2020年4月2日，杨安泽在《华盛顿邮报》上撰文表示对自己是亚裔身份敏感，甚至有些羞愧（a bit ashamed），称亚裔美国人應積極參與解決COVID-19疫情並以此對抗因疫情而起的種族歧視，并表明自己美国人的身份[45]。

## 个人近况
杨安泽目前与他的妻子卢艾玲（Evelyn Lu）以及两个儿子共同生活在美国纽约市。

### 出典
1. 1 2  陳玲銖. . 世界日报. 2018-11-11  [2019-09-11]. （原始内容存档于2019-08-31）.
2. 1 2   (PDF). Yang2020.com. 2018  [2019-11-27]. （原始内容存档 (PDF)于2019-12-01） （英语）.
3. ↑  .   [2023-09-13]. （原始内容存档于2023-09-13）.
4. 1 2  方冰; 章真. . 美国之音.   [2019-03-09]. （原始内容存档于2019-09-30）.
5. 1 2 3 4  Kevin Roose. . 纽约时报.   [2019-03-09]. （原始内容存档于2018-02-27）.
6. ↑  Catherine Clifford. . CNBC.   [2019-03-09]. （原始内容存档于2019-03-10）.
7. ↑  Tabrizy, Nilo. . The New York Times. 2019-05-22  [2020-02-20]. （原始内容存档于2019-07-02） （美国英语）.
8. ↑  Steve Hughes. . 时代联盟报（英语：Times Union (Albany)）.   [2019-03-09]. （原始内容存档于2019-01-23）.
9. ↑  Joe Rogan. . Vimeo.   [2019-03-09]. （原始内容存档于2019-03-10）.
10. ↑  . 天下雜誌. 2020, 706: 62-66.
11. 1 2  Hannah Seligson. . 纽约时报.   [2019-03-09]. （原始内容存档于2018-02-14）.
12. 1 2  Robert L. Smith. . 诚恳家日报.   [2019-03-09]. （原始内容存档于2019-09-20）.
13. ↑  陳玲銖. . 世界日报.   [2019-03-09]. （原始内容存档于2019-12-09）.
14. ↑  Eilene Zimmerman. . 公司.   [2019-03-09]. （原始内容存档于2019-03-10）.
15. ↑  杨安泽. . 领英.   [2019-03-09]. （原始内容存档于2021-07-11）.
16. 1 2  . 世界网络日报（英语：WorldNetDaily）.   [2019-03-09]. （原始内容存档于2020-12-08）.
17. ↑  Cheney, Steve. . steve cheney – technology, business & strategy. 2010-01-27  [2019-03-09]. （原始内容存档于2013-08-13）.
18. ↑  Emily Glazer. . 华尔街日报.   [2019-03-09]. （原始内容存档于2017-02-07）.
19. 1 2  Jessica Bruder. . 纽约时报网博客频道. You're the Boss.   [2019-03-09]. （原始内容存档于2018-01-04）.
20. 1 2  Julia Ballard. . 硅湾新闻.   [2019-03-09]. （原始内容存档于2019-01-07）.
21. 1 2  Jon Carson. . 美国白宫.   [2019-03-09]. （原始内容存档于2018-01-31）.
22. ↑  . 为美国创业.   [2019-03-09]. （原始内容存档于2018-01-04）.
23. ↑  Tom Walsh. . 底特律自由报.   [2019-03-09]. （原始内容存档于2019-03-06）.
24. ↑  Ashley May. . TechCo.   [2019-03-09]. （原始内容存档于2018-08-26）.
25. ↑  . 为美国创业.   [2019-03-09]. （原始内容存档于2018-01-04）.
26. ↑  . 为美国创业.   [2019-03-09]. （原始内容存档于2018-01-04）.
27. ↑  . Generation Startup Official Website.   [2019-03-09]. （原始内容存档于2017-04-16）.
28. ↑   (PDF). 联邦选举委员会.   [2019-03-09]. （原始内容存档 (PDF)于2018-02-02）.
29. ↑  Chelsea Gohd. . Futurism.com.   [2019-03-09]. （原始内容存档于2018-02-27）.
30. ↑  Luke Christou. . Verdict.co.uk.   [2019-03-09]. （原始内容存档于2018-02-27）.
31. ↑  . 杨安泽竞选官方中文网站.   [2019-03-09]. （原始内容存档于2019-03-21）.
32. ↑  . NPR.org.   [2019-12-12]. （原始内容存档于2019-12-31）.
33. ↑  Astor, Maggie; Lai, K. K. Rebecca; Stevens, Matt; Wezerek, Gus. . 2019-12-10  [2019-12-12]. （原始内容存档于2020-01-03） –NYTimes.com.
34. ↑  . 聯合新聞網. 2020-02-12  [2020-02-12]. （原始内容存档于2020-02-12）.
35. ↑  Cole, Devan. . CNN. 2020-02-19  [2020-02-20]. （原始内容存档于2021-02-13）.
36. ↑  观察者网. . 搜狐. 2020-12-24  [2020-12-24]. （原始内容存档于2020-12-24） （中文）.
37. ↑  Andrew Yang [@AndrewYang].  (推文). 2021-01-13 –Twitter.
38. ↑  Holzberg, Melissa. . OpenSecrets. October 6, 2021  [October 10, 2021]. （原始内容存档于October 10, 2021）.
39. ↑  「台灣之子」楊安澤創立「前進黨」！誓言成為美國政壇第三勢力、搶攻2024年大選 （页面存档备份，存于）風傳媒 陳艾伶 2022-07-29 16:30
40. ↑  . South China Morning Post. July 28, 2022  [2022-07-31]. （原始内容存档于2022-08-01）.
41. ↑  Reid, Tim. . Reuters. 2022-07-28  [2022-07-28]. （原始内容存档于2022-07-28） （英语）.
42. ↑  . 美国商务部. 2016-11-17  [2019-03-09]. （原始内容存档于2018-01-04）.
43. ↑  Byron Tau. . 华尔街日报网博客频道. Washington Wire.   [2019-03-09]. （原始内容存档于2019-03-10）.
44. ↑  . 搜狐网. 2021-02-15  [2021-03-17].
45. ↑  Yang, Andrew. . Washington Post.   [2020-11-13]. ISSN 0190-8286. （原始内容存档于2021-03-27） （美国英语）. I felt self-conscious — even a bit ashamed — of being Asian.